# نايجل فان أوستروم
نايجل فان أوستروم (بالإنجليزية: Nigel van Oostrum)‏ مواليد 19 سبتمبر 1990 في هيوستن، هو لاعب كرة سلة بريطاني. بدأ مسيرته الاحترافية في سنة 2014. يحمل الرقم 7. يبلغ طوله 6 قدم 5 بوصة (2.0 م). لعب مع نادي دن هيلدر لكرة السلة في الدوري الهولندي لكرة السلة.